# Wszystkie stare kobiety miasta
Wszystkie stare kobiety miasta – debiutancki album polskiego zespołu rockowego Hotel Kosmos, wydany przez Kuka Records, 25 marca 2008. Materiał z debiutanckiej płyty został zrealizowany w bydgoskim studiu Mózg w okresie od lipca do października 2007 roku.

## Lista utworów
1. "Ogień i deszcz" - 5:48
2. "Vera magma" - 4:08
3. "Alkohole" - 6:16
4. "Płaszcz Prospera" - 5:02
5. "Idę, idę, idę" - 2:55
6. "Niekochanie" - 4:19
7. "Trzech ordynarnych chłopców" - 3:25
8. "Piosenka północna" - 3:39
9. "Ona nie jest stąd" - 5:09
10. "Oczy nie do patrzenia" - 6:03
11. "Pokój dla królowej" - 3:53

## Twórcy
- Rafał Skonieczny - wokal, gitara, organy
- Tomasz Wegner - gitara basowa
- Błażej Lipiński - instrumenty klawiszowe
- Mikołaj Kubik - perkusja